# Firemen's Insurance Company Building
El Firemen's Insurance Company Building es un edificio histórico situado frente al Military Park en 10 Park Place en Newark (Nueva Jersey), en la Costa Este de los Estados Unidos. Fue añadido al Registro Nacional de Lugares Históricos en 1989.

## Historia
Se construyó en dos segmentos: el primero de 1924-1925, el segundo de 1927-1928.
Junto con el Firemen's Insurance Building es una de las dos estructuras existentes en el Downtown  de Newark encargadas por Firemen's Insurance Company, una compañía de seguros fundada en 1855, para albergar sus oficinas.
Fue diseñado por John H. & Wilson C. Ely. En 1982 fue designado Lugar Histórico de Nueva Jersey y Lugar Histórico Nacional. Tiene 10 pisos y 1490 m² de superficie.